# Failsworth
Failsworth è una località britannica di 20 555 abitanti della contea della Greater Manchester, in Inghilterra, già comune fino al 1974.

## Amministrazione

### Gemellaggi
- Landsberg am Lech, Germania